# Go out strategie
Go out strategie (čínsky: 走出去战略; pinyin: Zǒuchūqū Zhànlüè; český přepis: Coučchučchü Čanlüe) je současná strategie Čínské lidové republiky. Jejím hlavním cílem je povzbudit čínské podniky v investování do zahraničí.

## Historie
Strategie Go Out (také nazývána Going Global strategie) byla čínskou vládou započata v roce 1999. Má propagovat rozšíření čínských firem na zahraniční trhy za účelem diverzifikace čínského hospodářství. Tato strategie se stala důležitou součástí pětiletého plánu na období 2001-2005. Čínské firmy nejdříve masivně investovaly primárně do energií. Dalším stimulem pro hledání nových trhů a odvětví (např. high-tech, informační a komunikační technologie,infrastruktura) byl vstup do Světové obchodní organizace v roce 2002. Díky politice Go Out se investice čínských firem v zahraničí v období 2000-2015 zvedly z 4,6 na 174,3 miliard dolarů. Po několika desetiletích, kdy byla Čína hlavně příjemce zahraničních investic, se nyní dostala i do pozice hlavního zahraničního investora.

## Investice
Od zahájení této strategie vzrostl zájem o investování do zahraničí hlavně u čínských státních podniků. Hlavním odvětvím, do kterého firmy investují, je energetika. Do těchto investic spadají i významné zámořské ropné a plynové operace čínských státních podniků. Stejně jako narůstající zájem Číny o jadernou energii. Na vzestupu je také transport, který přímo souvisí s plánem Nové hedvábné stezky. V roce 2019 13,6 procent celkových investic putovalo právě do zemí podél této stezky. Pro její obnovu bude potřeba velké množství investic do infrastruktury mezi Evropou a Východní Asií. Přestože je Čína stále jeden z největších světových investorů, její investice od roku 2016 prudce klesají, kvůli zpřísnění kontrol nad pohybem kapitálu.

## SASAC
V rámci svých snah o restrukturalizaci státních podniků zřídila čínská vláda SASAC (State Administration-Asset Supervision Administration Commission), která rozvíjí čínský akciový trh a zároveň podporuje zahraniční investice. Mezi povinnosti SASAC patří například: hodnotit a dohlížet na státní podniky, dohled nad státním majetkem nebo navrhování zákonů, které podporují intenzivnější rozvoj práv obchodních společností v Číně. SASAC je přímo podřízena čínské státní radě. Výbor této komise plní povinnosti udělené ústředním výborem komunistické strany.

## Příklady Go out strategie
1. Čínská automobilka Geely zakoupila automobilku Volvo za 1,8 miliard dolarů[8]
2. Společnost Lenovo zakoupila počítačové oddělení IBM
3. Zoomlion zakoupil 60% podíl v italské společnosti Campagnia Italiana Forme Acciaio[9]
4. Čínská společnost Tencent investovala 150 milionů dolarů do sociální sítě Reddit[10]
5. Herní společnost NetEase investovala 100 milionů dolarů do Bungie (americký vývojář videoher)[11]